# Lehmann-Groß-Bahn

LGB-Logo

Die Lehmann-Groß-Bahn (LGB), auch Lehmann-Garten-Bahn genannt, ist eine wetterfeste Gartenmodelleisenbahn in der Nenngröße II mit der Spur IIm, die vom Hersteller auch als Spur G bezeichnet wird, mit einer Spurweite von 45 mm, im Maßstab 1:22,5 (tatsächlich je nach konkretem Vorbild 1:16 bis 1:29). Sie wurde von 1968 bis 2006 vom Nürnberger Modelleisenbahnhersteller Ernst Paul Lehmann Patentwerk OHG (EPL) und ab Anfang 2007 für kurze Zeit von E. P. Lehmann GmbH & Co KG hergestellt. 2007 übernahm Märklin die Inventur der beiden in Konkurs gegangenen Firmen und produzierte die ehemaligen LGB Produkte seither weitgehend selber. LGB wurde damit zu einem Markennamen des Eigentümers von Märklin, dem Spielzeughersteller Simba-Dickie.

## Geschichte

### Gründung 1881 und Entwicklung bis 1950

Zeppelin EPL II (652),
aus lithografiertem Blech

Das Unternehmen Ernst Paul Lehmann Patentwerk wurde als Fabrik für Blechspielwaren 1881 von Ernst Paul Lehmann aus Berlin und Jean Eichner aus Nürnberg in Brandenburg an der Havel gegründet. Ihre Erzeugnisse ließen sie durch Patente schützen. Ein eigenes Vertriebsnetz über Vertreter sorgte für Bestellungen durch den Einzelhandel. Produziert wurden Flugzeuge, Zeppeline, Autos und Motorräder als Spielzeuge mit ausgefeilten Mechanismen und immer nah am Geist der Zeit.
Bekannte Spielwaren wie der „Kletteraffe Tom“, der „Störrische Esel“ oder ein „Tanzmatrose“ fanden über Jahrzehnte hinweg Käufer und wurden ohne großen Änderungsbedarf bei konstanter Nachfrage produziert. Nach dem Tode Lehmanns im Jahr 1934 übernahm der in den 1920er Jahren ins Unternehmen eingetretene Vetter Johannes Richter die Geschäftsleitung. Im Dritten Reich war das Unternehmen Materialmangel ausgesetzt. Der Export ihrer Erzeugnisse wurde für die Firma schwierig.
Der Inhaber hielt sich von der Produktion politisch erwünschten Militärspielzeugs aus seiner religiösen Überzeugung als Mitglied der Bekennenden Kirche fern. Die Fabrik stellte auch keine Rüstungsgüter her.
Wenige Monate nach Kriegsende wurde der Betrieb im nicht zerstörten Brandenburger Fabrikgebäude im kleinen Stil mit der Produktion blecherner Abakus-Rechengeräte für die sowjetischen Besatzer wieder aufgenommen. 1948 folgte die entschädigungslose Enteignung des Firmenbesitzes mit der offiziellen Begründung, Johannes Richter sei „Nazi-Verbrecher“ und „Kriegsgewinnler“ gewesen. Sein Betrieb wurde als „VEB Mechanische Spielwaren Brandenburg“ in die staatliche Planwirtschaft integriert.

### Umsiedlung nach Nürnberg 1950 und Entwicklung bis 2006

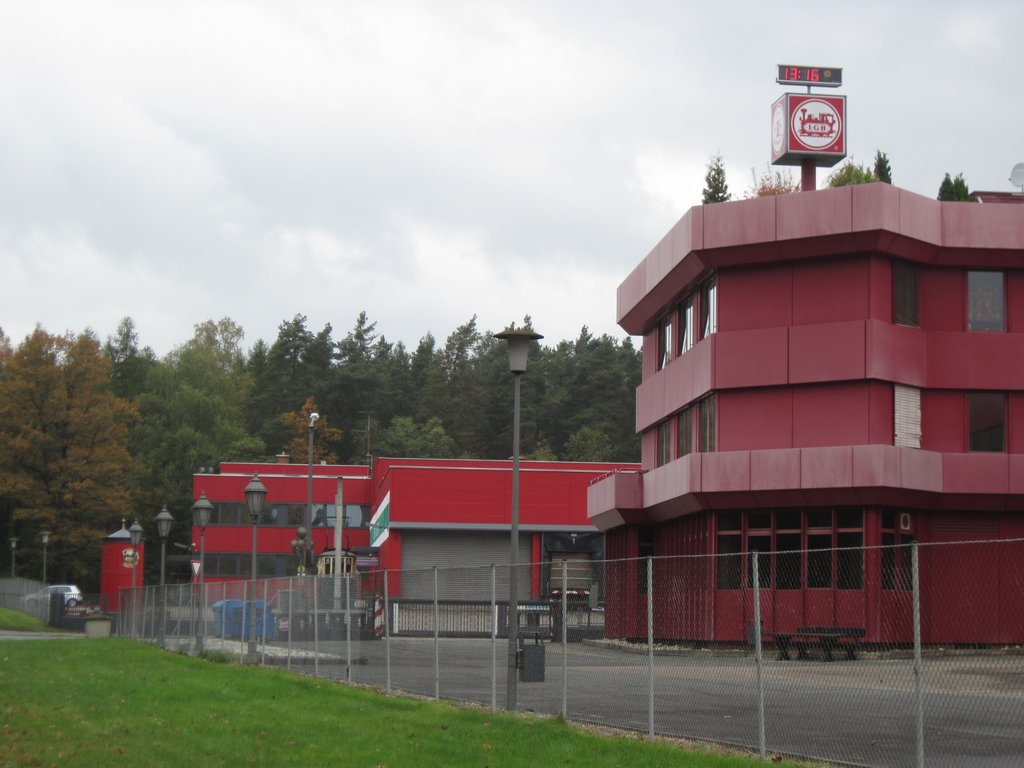
Die ehemalige LGB-Fabrik in der Saganer Straße 2A in Nürnberg, aufgenommen 2010

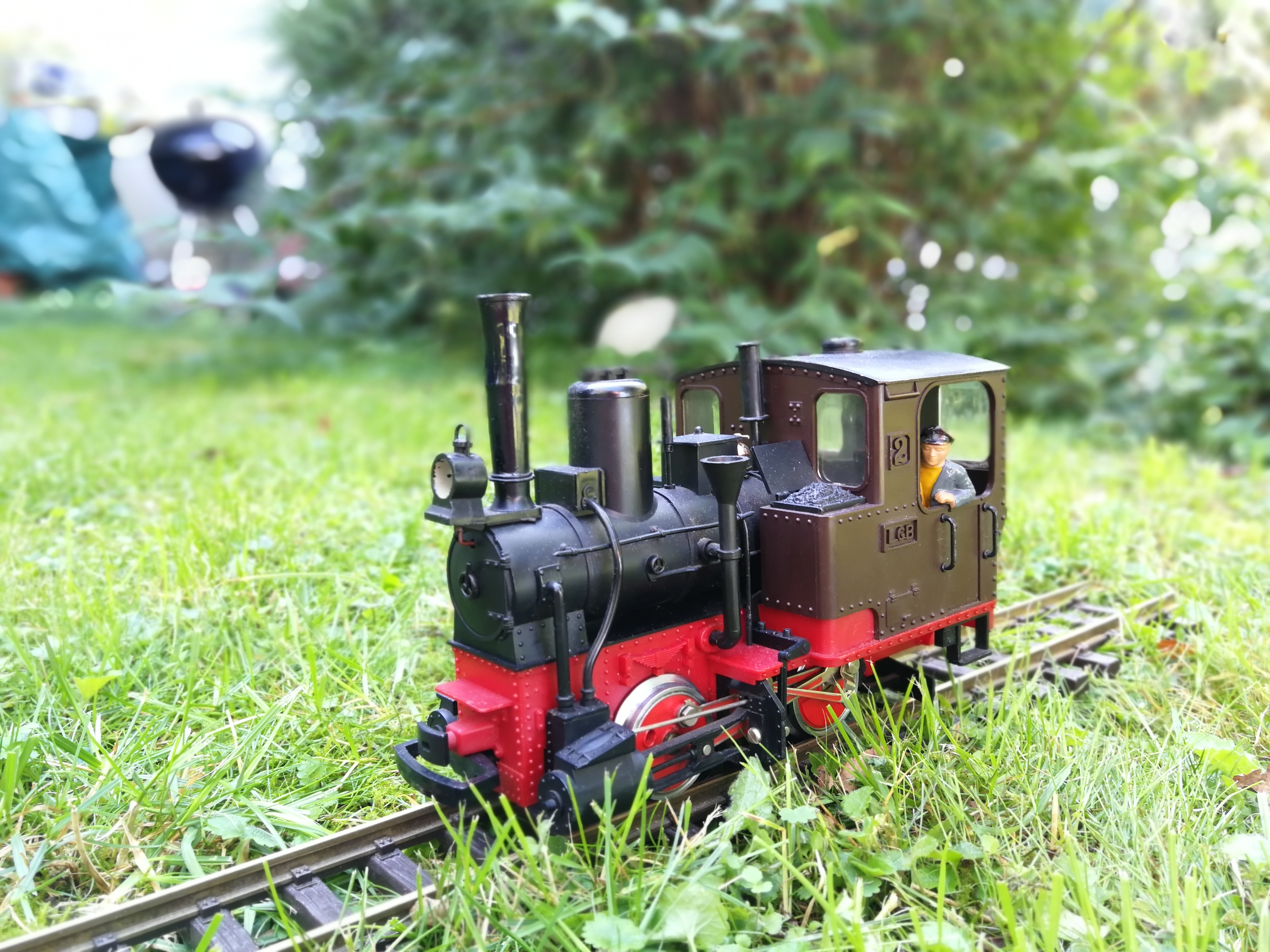
Originale Stainz „Heuler“ aus dem Jahr 1968

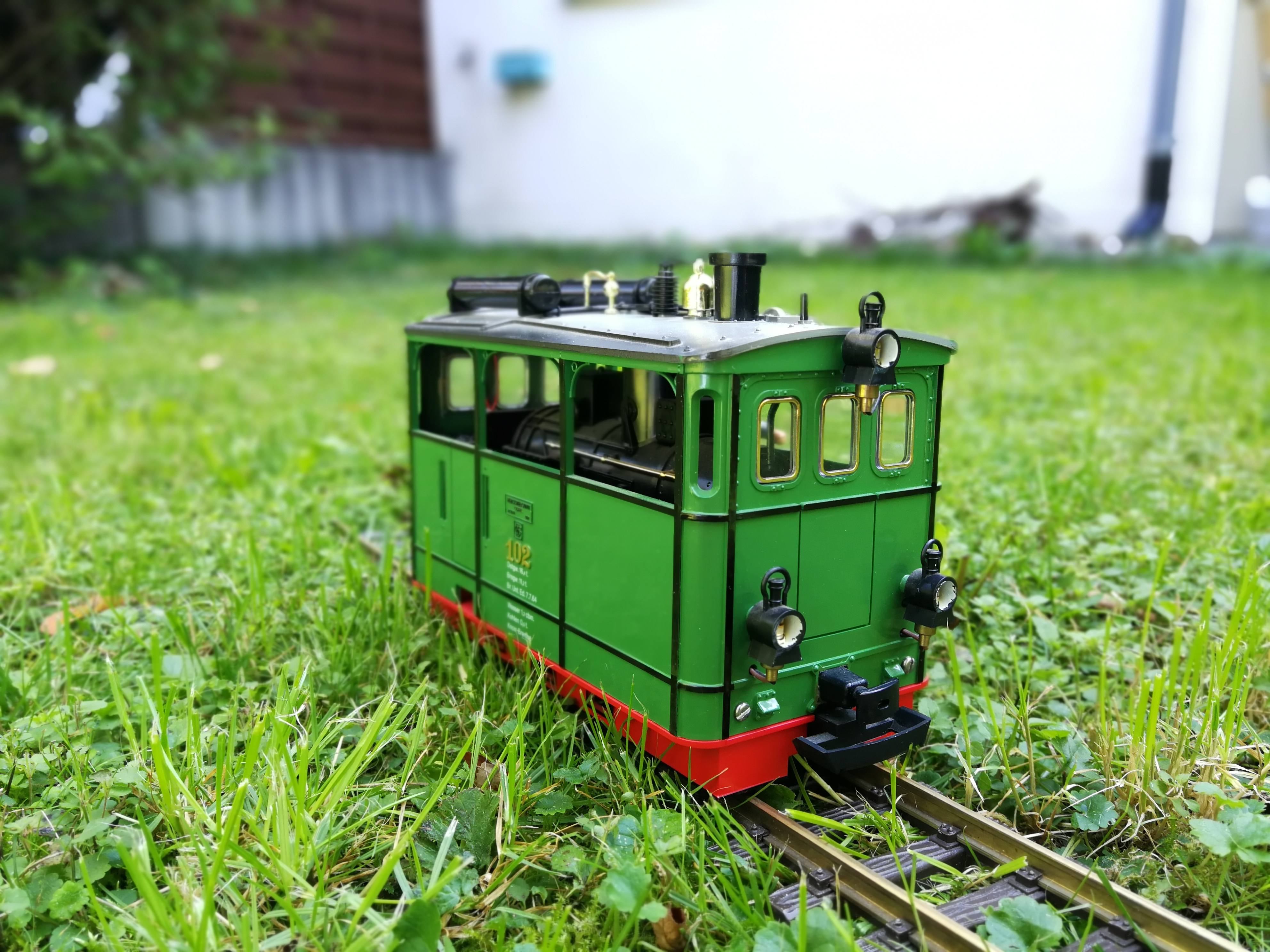
Originale LGB Kastendampflok, der „Feurige Elias“ (LGB 2050) von 1974

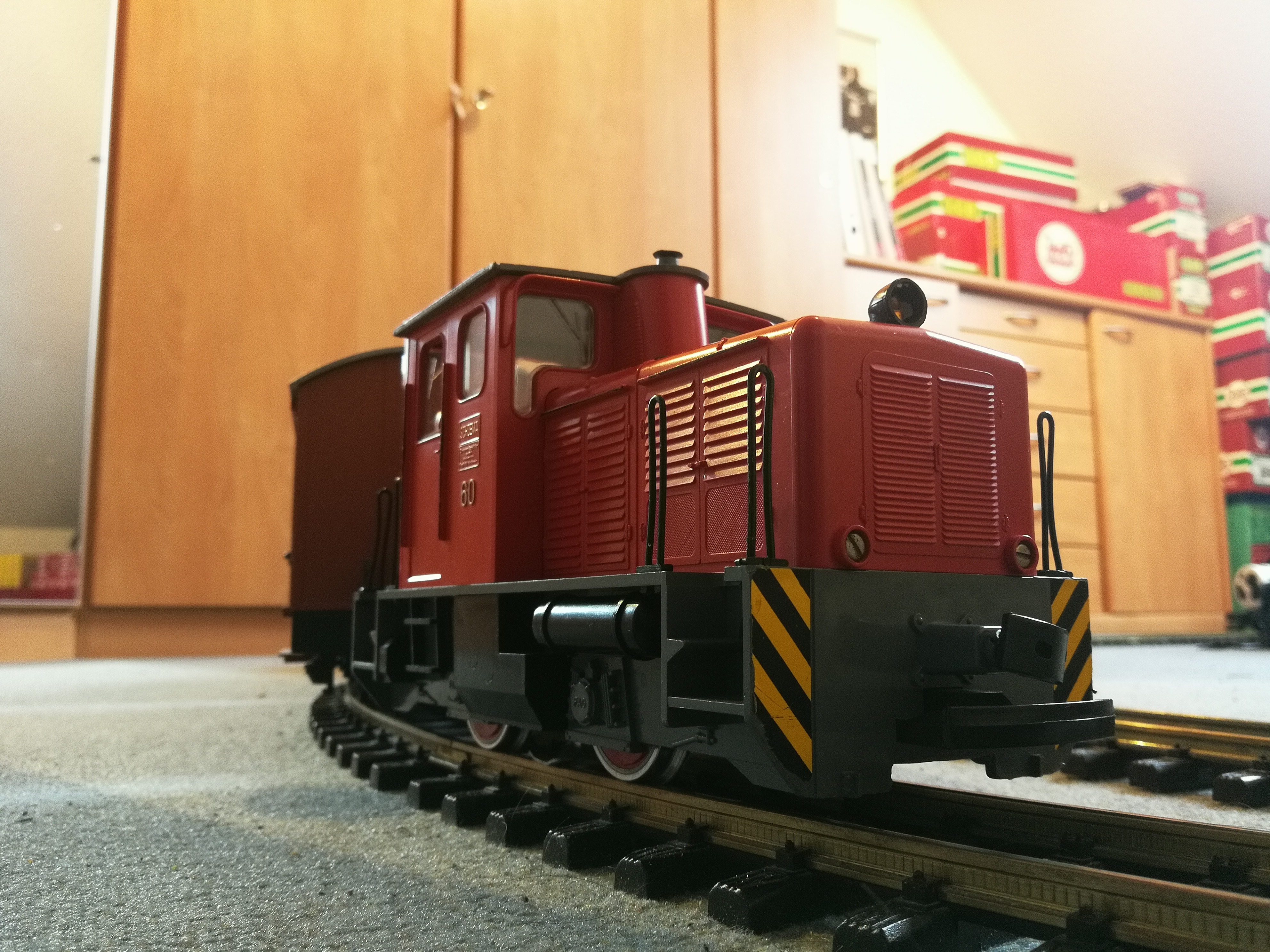
Rote Schöma (LGB 2060) aus dem Jahr 1974

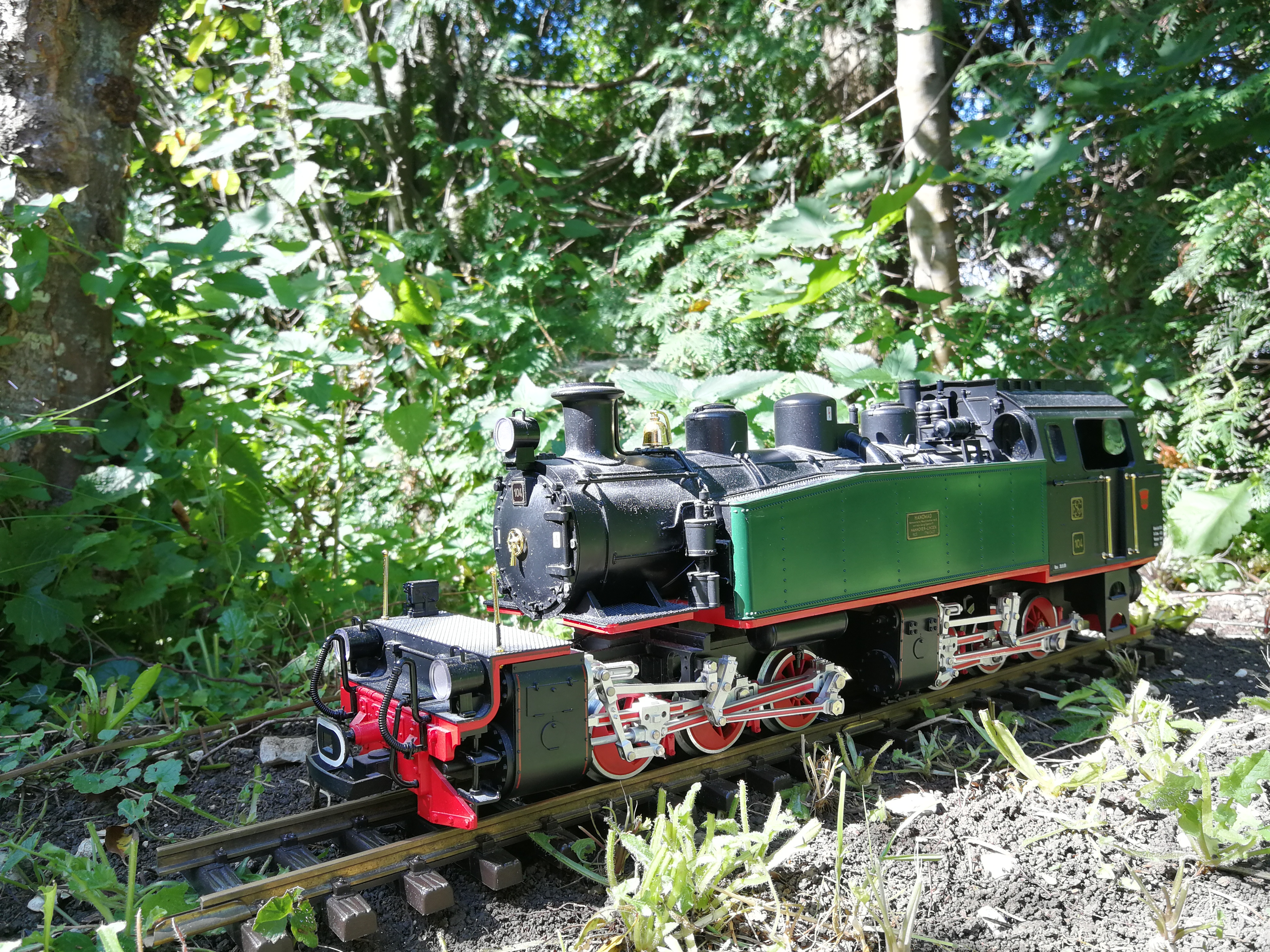
Die Mallet (LGB 2085D) aus dem Jahr 1981

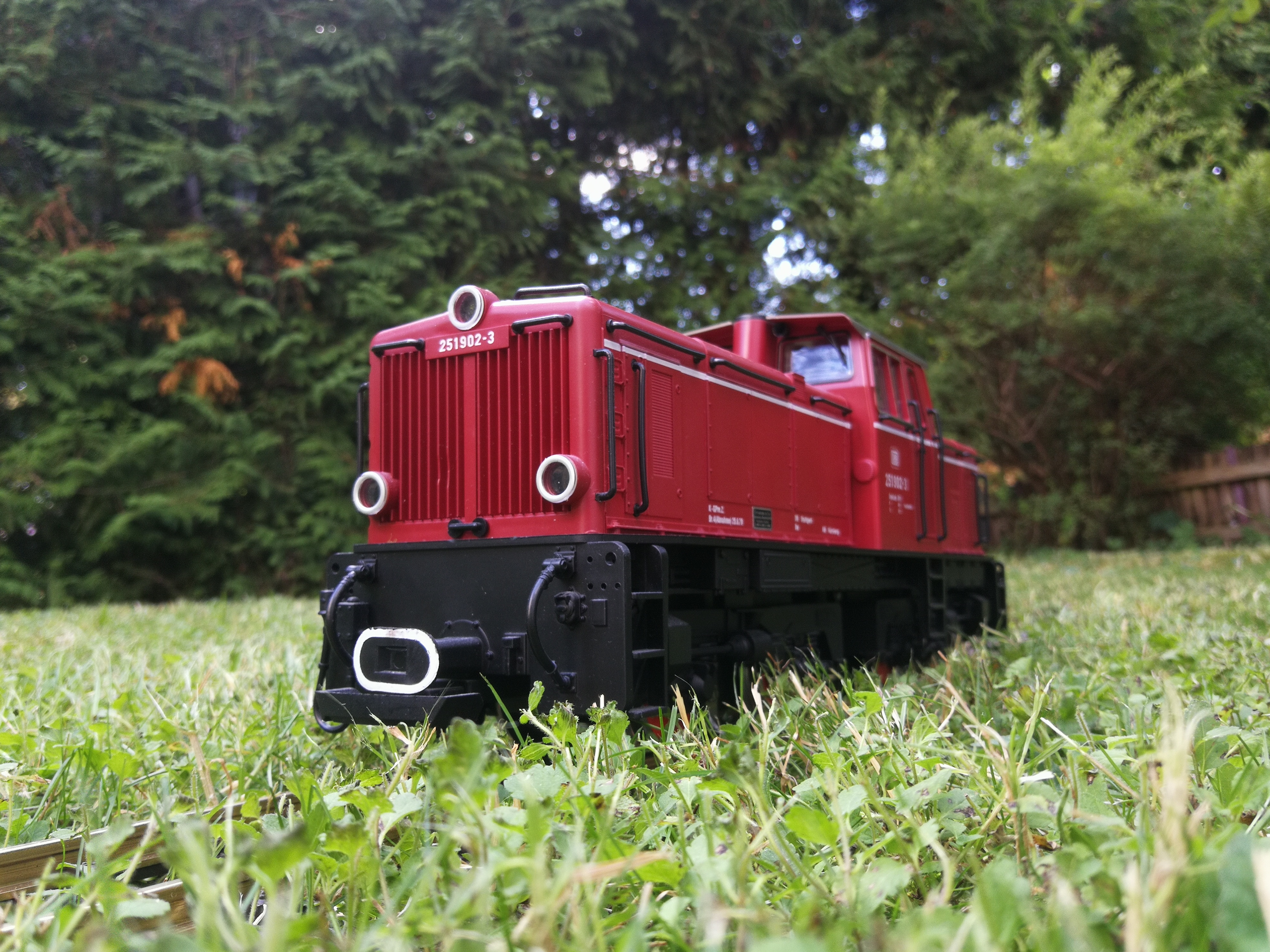
V51 902 „Öchsle“ (LGB 2051) aus dem Jahr 1977

Die mittellos gewordene Familie siedelte 1950 nach Nürnberg um und Johannes Richter war zum Neuaufbau einer Existenz gezwungen. Seine Söhne übernahmen nach dem Tod ihres Vaters im Jahr 1956 den Betrieb. Im Jahr 1959 entstand eine neue Produktionsstätte, in der nun erste Spielzeuge aus Kunststoff hergestellt wurden. Modelleisenbahnen der Firma, die Lehmann GroßBahn (LGB) wurde erstmals 1968 von Eberhard und Wolfgang Richter auf der Spielwaren-Messe in Nürnberg dem Publikum vorgestellt. Die Bahn wurde als Gartenbahn wetterfest konzipiert, zur Demonstration drehten die ersten Modelle vor dem Messegelände im Schneetreiben ihre Runden. Das erste LGB Modell war die Stainz als sog. „Heuler“ in ursprünglich drei Versionen (LGB 2010-1 / LGB 2020-1 / LGB 2040-1) (die Artikelnummer 2040 wurde aber später für das braune RhB Krokodil in Anspruch genommen, was zur bislang einzigen Doppelbelegung einer Artikelnummer in der Welt der LGB geführt hat). Kurze Zeit später folgten die Schöma (LGB 2060-1) sowie die kleine Kastendampflok, der „feurige Elias“ (LGB 2050-1), ebenfalls als sog. „Heuler“. Seit 1987 war LGB auch in den Vereinigten Staaten mit einer eigenen Vertretung präsent. Später wurde auch eine Produktion in den Vereinigten Staaten aufgebaut. Im Jahr 2006 feierte das Unternehmen Ernst Paul Lehmann Patentwerk mit einem großen Tag der offenen Tür auf dem Firmengelände in Nürnberg sein 125-jähriges Firmenjubiläum. Erstmals in der Firmengeschichte wurde bei der 125-Jahr-Feier Eintritt verlangt. Von 1995 bis zum Jahr 1999 wurde von LGB unter dem Namen „Design-Tuning“ der Service eines eigenen individuell auf Kundenwunsch gestaltetes LGB Modell (Lackierung) auf ausgewählte LGB-Modelle angeboten. Die Auflage war auf maximal drei Stück pro Kunde begrenzt. Die Modelle mussten anders als bei PIKO jedoch von den Kunden aus deren eigenem Bestand zur Umlackierung zur Verfügung gestellt werden. Somit konnte man sich den Wunsch eines individuellen Modells erfüllen lassen. Aufgrund der hohen Kosten wurde dieses Angebot allerdings kaum wahrgenommen. Relativ selten tauchen, meist aus einem Nachlass durch Händler und Privatpersonen, solche Modelle auf dem Gebrauchtmarkt auf. Dieses Angebot nutzen überwiegend Firmen (hier war es eine Kleinserie, z. B. 100 Stück) und weniger Privatpersonen.

### Insolvenzen 2006 und 2007
Vom 14. bis 16. Juli 2006 wurde in Nürnberg das 125-jährige Bestehens der Unternehmens gefeiert – nur Monate später folgte die Insolvenz. Mit Wirkung zum 18. September 2006 meldete die Geschäftsleitung der Ernst Paul Lehmann Patentwerk OHG Insolvenz beim Amtsgericht Nürnberg an. Die Geschichte der Firma erfuhr dadurch nach 38 Jahren Produktion der LGB-Bahn einen massiven Einschnitt. Wenige Tage zuvor war bekannt geworden, dass die amerikanische Niederlassung LGB of America (LGBoA) im April des Jahres 2006 an die US-amerikanische Firma G45 verkauft worden war.
Anfang 2007 wollte Hermann Schöntag, der damalige Eigentümer der Rügenschen Kleinbahn, die Firma kaufen. Dazu gründete Schöntag die Firma E. P. Lehmann GmbH & Co KG. Die Finanzierung des Geschäfts gelang nicht, und die E. P. Lehmann GmbH & Co KG musste am 23. April 2007 ebenfalls Insolvenz anmelden. Weitere Versuche, den Standort und die Arbeitsplätze in Nürnberg zu erhalten, scheiterten. Ein Teil der Gläubigerbanken hatte bereits vorher ihre Kreditengagements an die Investmentbank Goldman Sachs und deren Tochtergesellschaften verkauft, die von Märklin beauftragt worden waren, die Marke LGB zu erwerben. Die Rolle einiger beteiligter Banken in dieser Affäre wurde verschiedentlich scharf kritisiert.

### Übernahmen 2007 und 2013

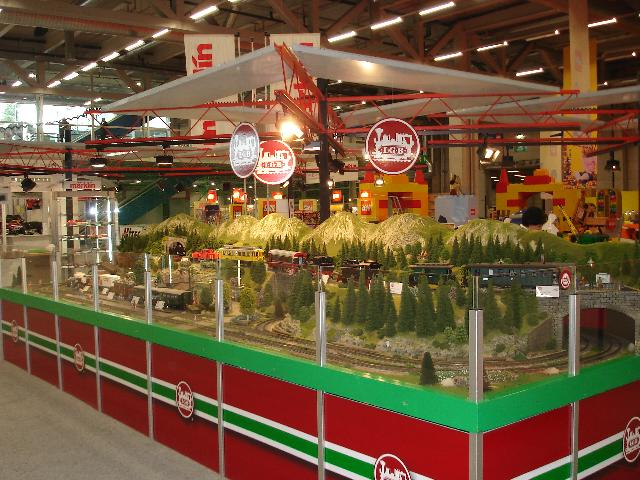
Gemeinsame Präsentation von LGB und Märklin an der Spiel- und Hobbymesse Suisse Toy 2007

Am 26. Juli 2007 gab schließlich der Modellbahnhersteller Märklin die Übernahme der Marke LGB bekannt. Die Fertigung erfolgte zunächst noch in Nürnberg und in China und anschließend bei Märklin, jedoch nicht in Deutschland, sondern in China und in Ungarn. Der Kundendienst blieb zunächst noch in Nürnberg, jedoch nicht am ursprünglichen Standort in Altenfurt, sondern gemeinsam mit jenem von Trix, der zweiten Nürnberger Marke von Märklin. Seit September 2009 wird der Kundendienst bei Märklin in Göppingen durchgeführt. Der Standort Nürnberg wurde komplett aufgegeben. Ein Großteil der Gebäude wurde von verschiedenen Unternehmen belegt.
Nachdem am 17. Februar 2011 der Mutterkonzern Märklin die eigene Insolvenz verlassen hatte, kündigte der neue Geschäftsführer Stefan Löbich auf der Spielwarenmesse in Nürnberg an, dass die Marke LGB insbesondere für den amerikanischen Markt gestärkt und die Produktion wieder in eigene Werke verlagert werden solle.
Am 21. März 2013 kündigte die Simba-Dickie-Group die Übernahme des LGB-Mutterkonzerns Märklin an. Damit erhält LGB endgültig einen neuen Eigentümer. Auf der Pressekonferenz kündigte Michael Sieber (Simba-Dickie) an, auch mit der Marke „LGB Toytrain“ die Zielgruppe der Kinder und Jugendlichen wieder stärker in den Fokus zu stellen.

## Modelle

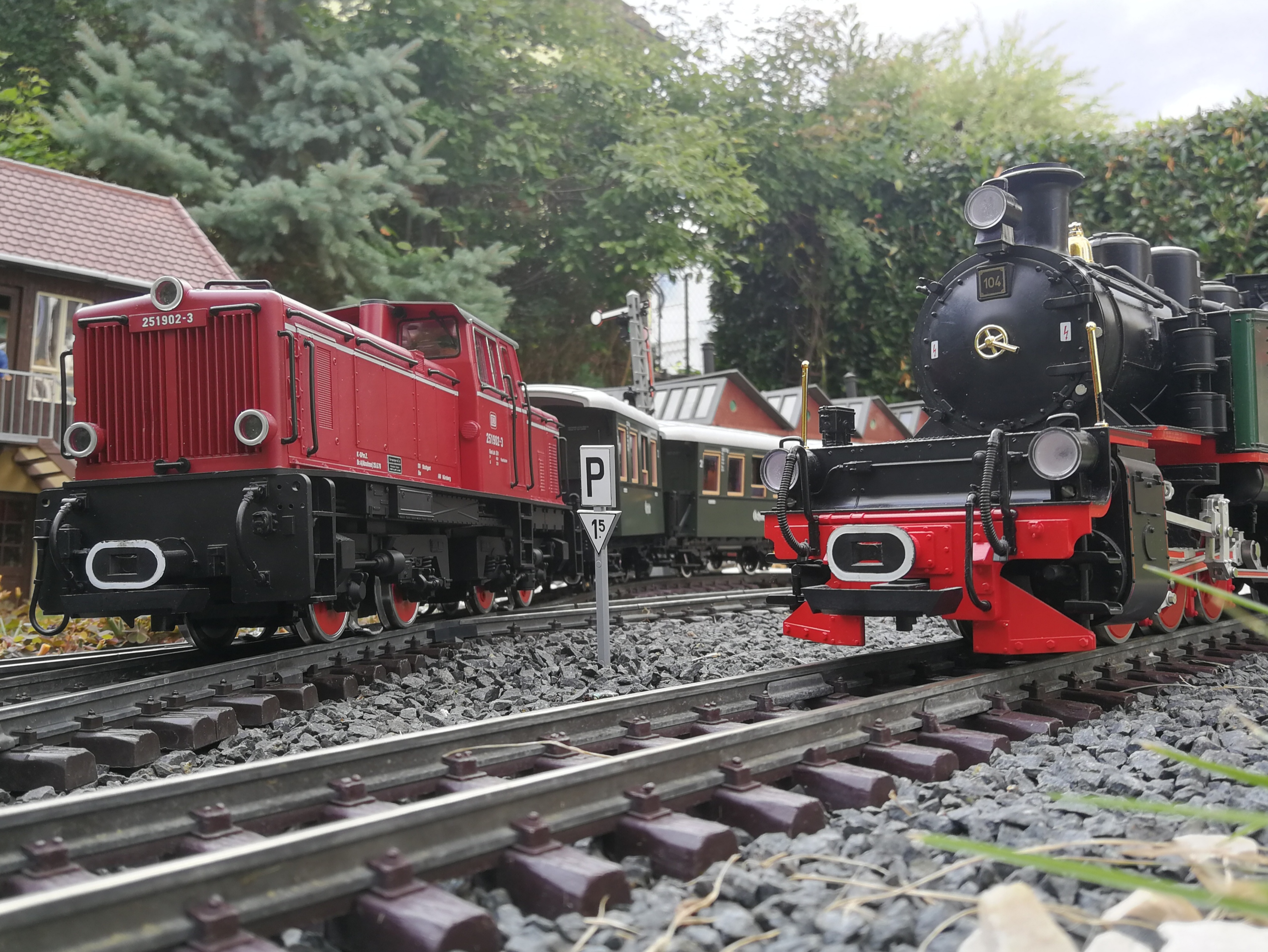
Mallet (LGB 2085D) und V51 (LGB 2051-1) gemeinsam

### Maßstäblichkeit und Modellauswahl

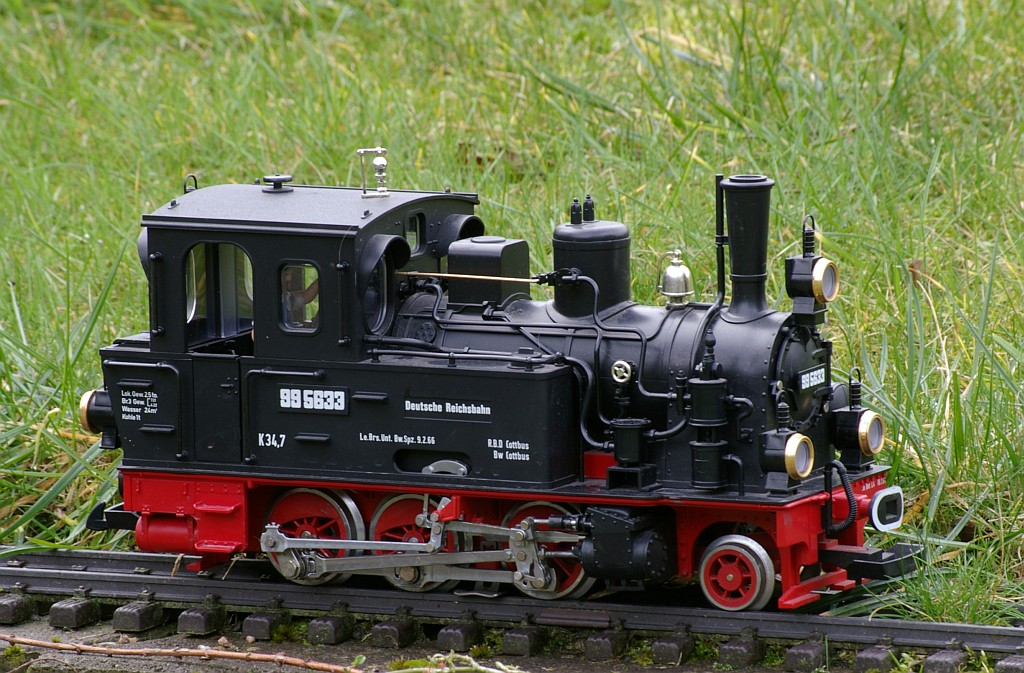
Lok der Spreewaldbahn

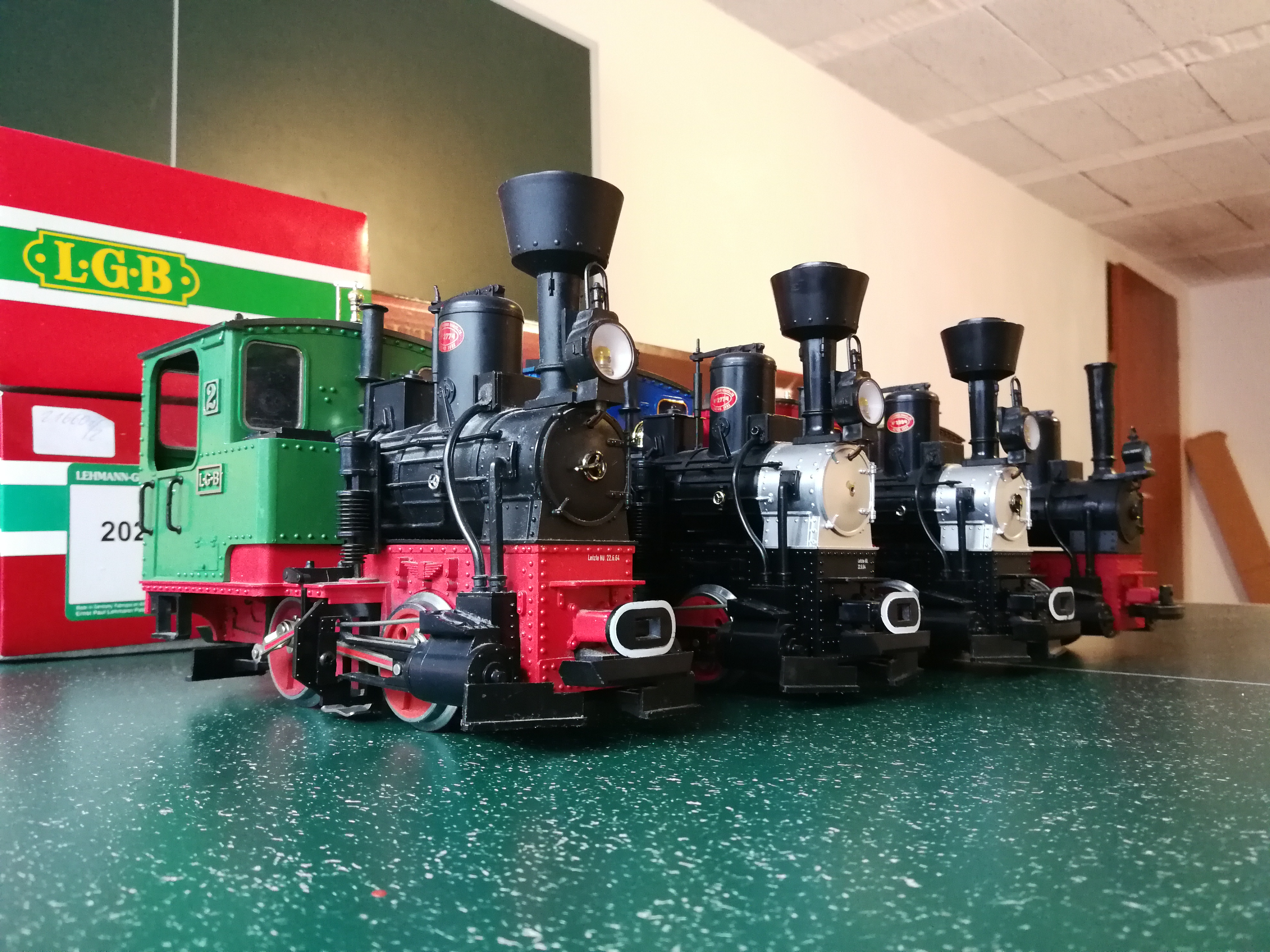
Vier Stainz auf einem Bild, grün (LGB 2020), Rot (LGB 21981), Blau (LGB 20301), Braun (LGB 2020-1 „Heuler“)

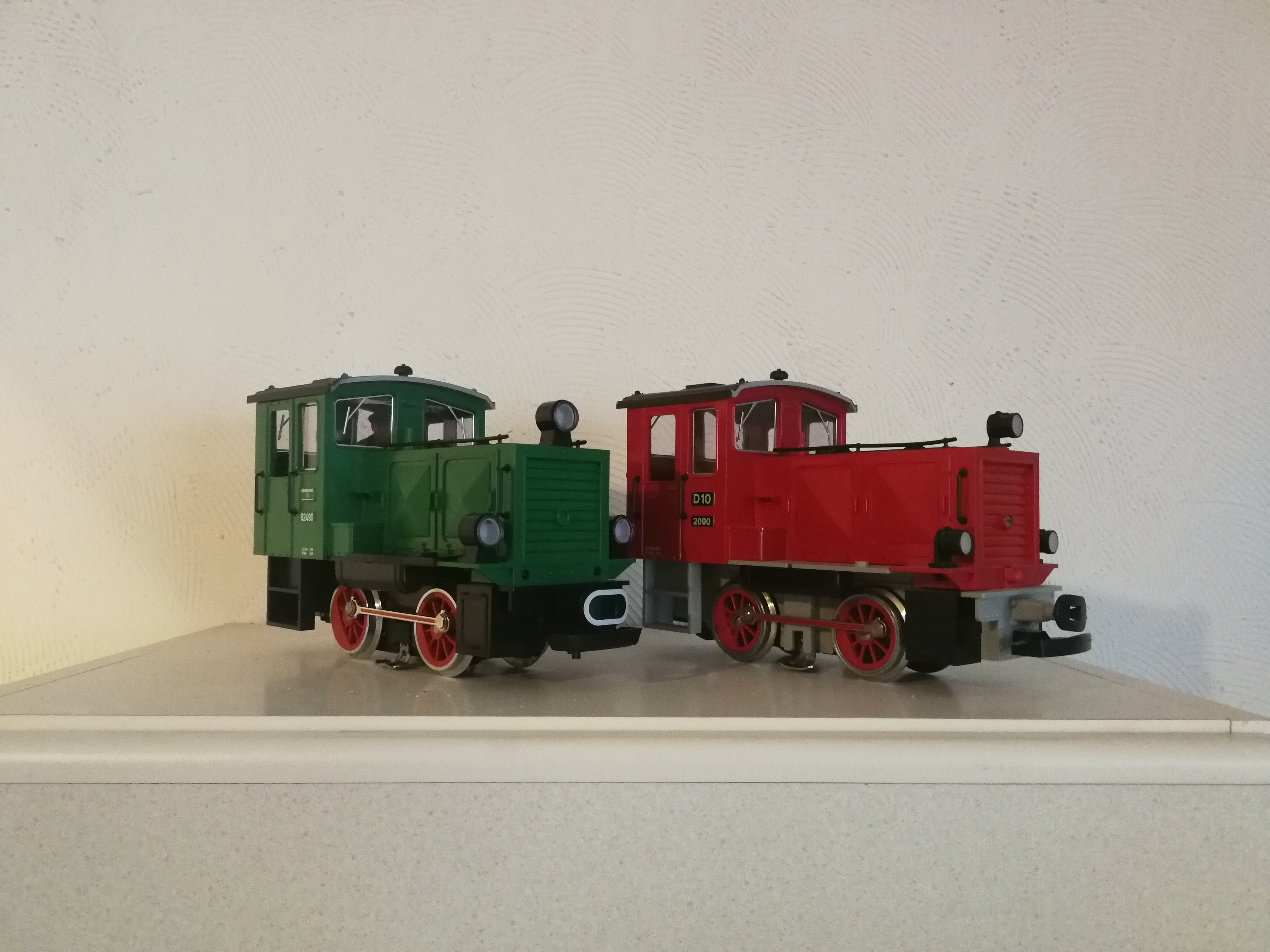
Die D10 ist ebenfalls ein wesentlicher Teil in der Geschichte der LGB. Hier zwei verschiedene Versionen in Rot und Grün (LGB 2090 / LGB 92490).

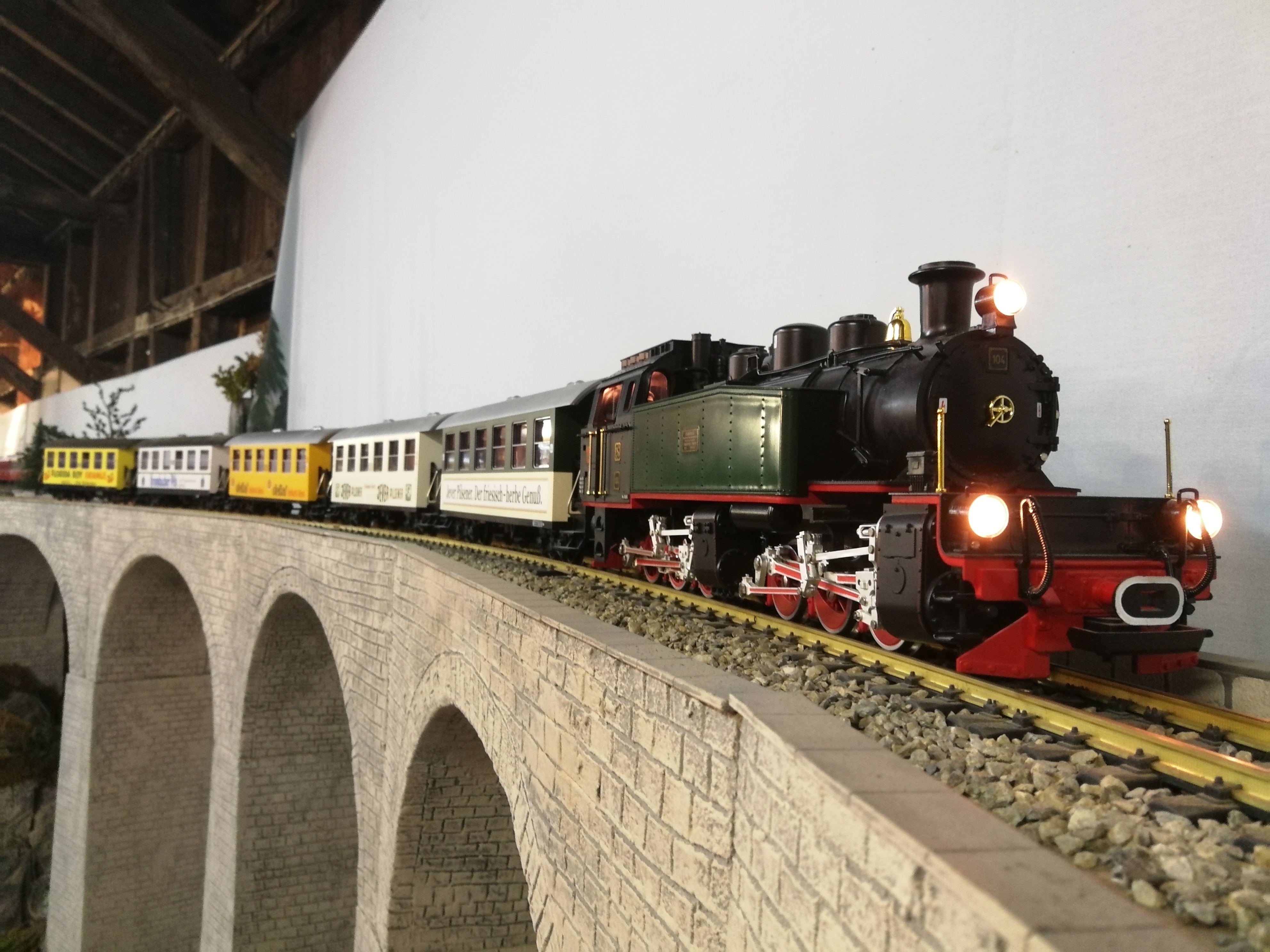
Mallet mit Personenzug auf dem Landwasser-Viadukt (LGB 2085D / LGB 33700 / LGB 33703 / LGB 33704 / LGB 3172 / LGB 3072).

Wie alle Anbieter in dieser Baugröße handhabt LGB die Auswahl, Umsetzung und den Maßstab seiner Modelle oftmals flexibel, so dass sowohl Fahrzeuge nach Vorbildern mit Feldbahn-Spurweite (500–600 mm), sächsische 750-mm-Spur, Bosnischer Schmalspur, Meterspur, als auch solche mit Normalspur als Modelle im Programm zu finden sind. Schwerpunkte sind Schweizer Bahnen (Rhätische Bahn, Furka-Oberalp-Bahn und Brig-Visp-Zermatt-Bahn), deutsche und österreichische Schmalspurbahnen (Harzer Schmalspurbahnen, ÖBB und Steiermärkische Landesbahnen etc.) sowie Fahrzeuge nordamerikanischer Strecken (Schmalspur und Normalspur). Deshalb prägte LGB für die eigentliche Baugröße 2m, welche maßstabsgetreu nur die Meterspur abbildet, den Sammelbegriff Spur G. Dies bedeutet teilweise eine Vergrößerung gegenüber dem wirklichen Maßstab und eine Verbreiterung der Fahrwerke.
Aufgrund der Maßstabsabweichungen wirkt zum Beispiel das Modell 2015D im Vergleich zum Original etwas zu groß, insbesondere der Schlepptender passt nicht zum Original. Das Modell der DR 99 6001 (2080D und 2080S) wirkt ebenfalls etwas unproportioniert, der Zentralverschluss an der Rauchkammertür existierte beim Original nur bis in die 1960er-Jahre. Die Version mit EDV-Nummer und Zentralverschluss hat es hingegen so nie gegeben. Lediglich die Urversion von Lehmann aus den 1970er-Jahren ist korrekt umgesetzt. Auch die begradigte Schürze stimmt mit dem Vorbild nicht überein. Weitere Fehler sind, dass der Wasserkasten auf der falschen Seite ist und der Kohlenbunker hinter der Lok schon kurz nach der Auslieferung verändert wurde, sodass das LGB-Modell immer noch den Kohlenbunker des Auslieferungszustands wiedergibt. Am Führerhaus gibt es ebenfalls einen Fehler.

Auch andere Modelle weisen teilweise starke Abweichungen zu den Vorbildern auf, die aus Vertriebsgründen so angepasst waren, dass Modelle unterschiedlicher Bahnen für den Spielzeugeisenbahner optisch stimmig zueinander passten. So wurde zum Beispiel das Führerhaus der österreichischen Dampflok Reihe U unproportional erhöht, damit es zu den (im Vorbild allerdings ebenfalls) höheren Personenwagen passt. Der Modellcharakter ging dadurch allerdings verloren.

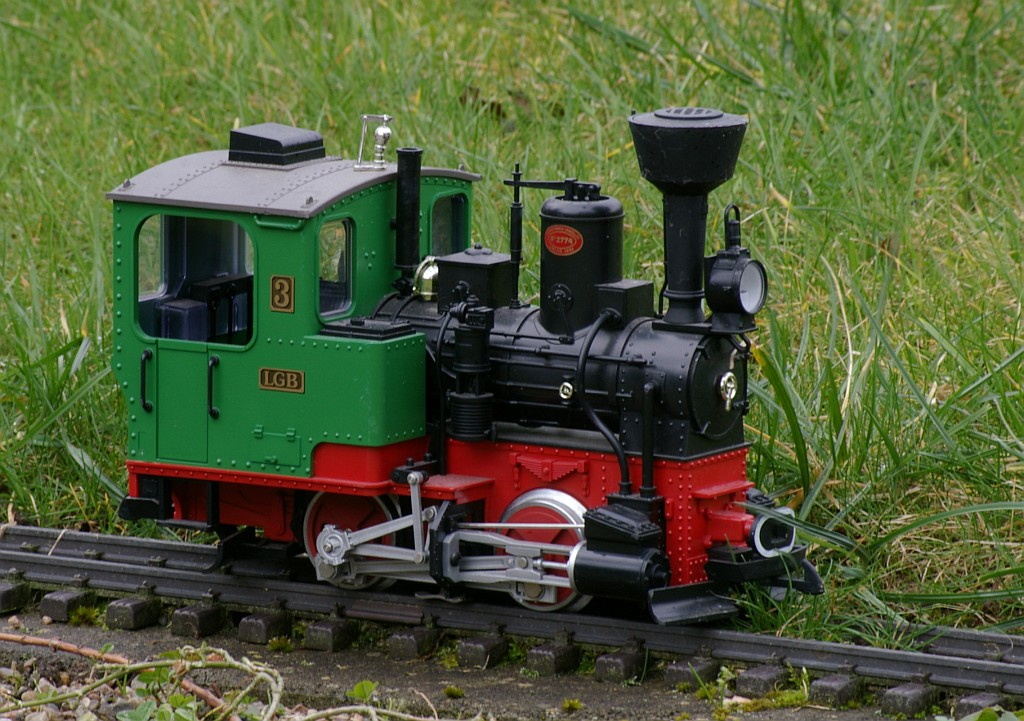
Der LGB-Klassiker: die „Stainz“

### Sortiment
Das Standardsortiment von LGB reicht vom Rhätischen Krokodil RhB Ge 6/6 I bis zur amerikanischen Disneyland-Lokomotive. Von Anfang an (1968) gehört die kleine Dampflokomotive Stainz der österreichischen Stainzerbahn zum Programm von Lehmann, die sich auch im Markenzeichen der Firma wiederfindet. Die gar unzählbaren Farbvarianten und Ausbaustufen sind überall auf der Welt zu finden.
Aufgrund der flexiblen Handhabung von Maßstab und Spurweite bietet die Lehmann-Groß-Bahn jedoch eine gute Ausgangsmöglichkeit für das Verfeinern, Umbauen und den Selbstbau von Fahrzeugen.

#### Schmalspur

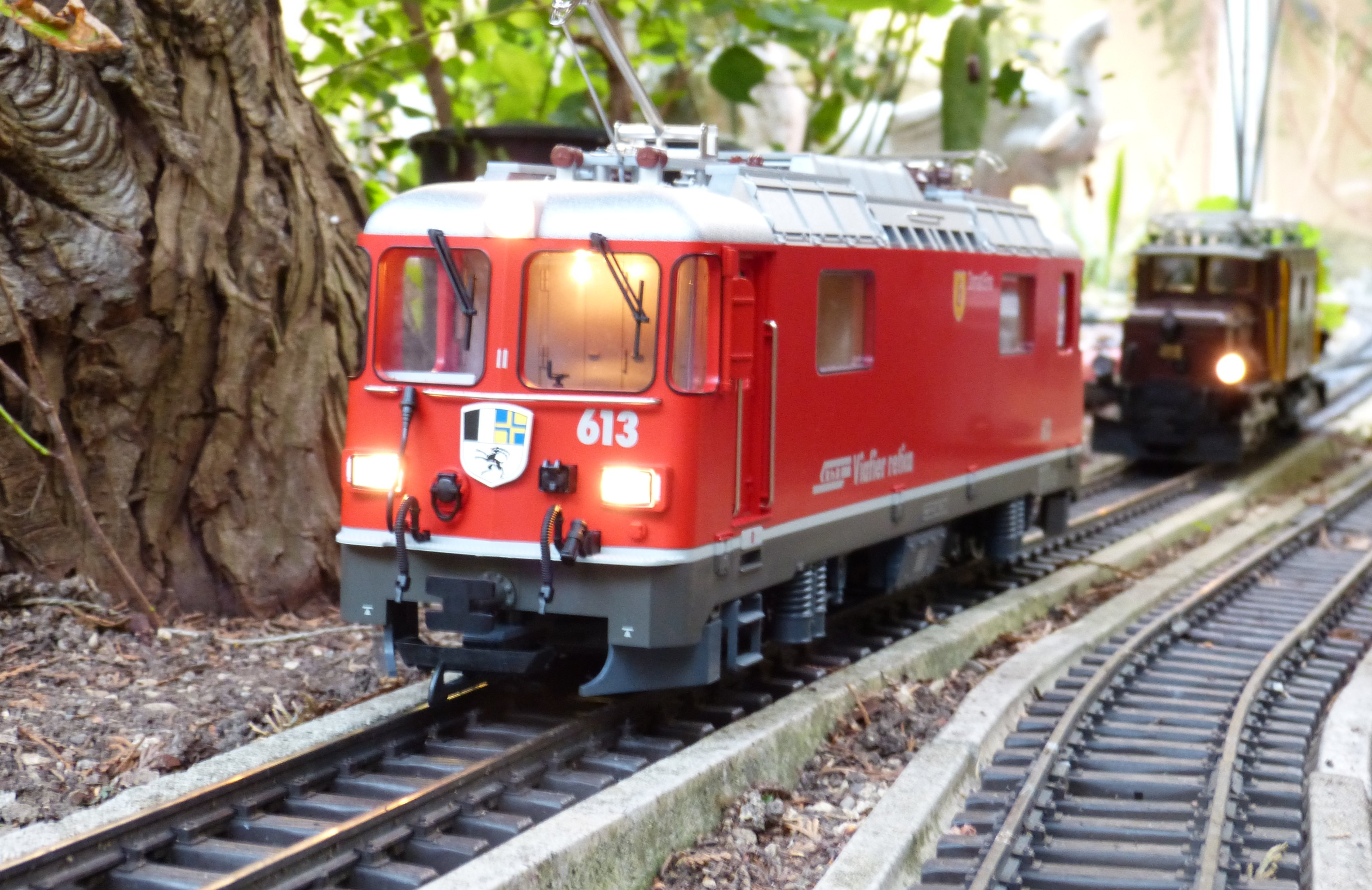
Loks der Rhätischen Bahn

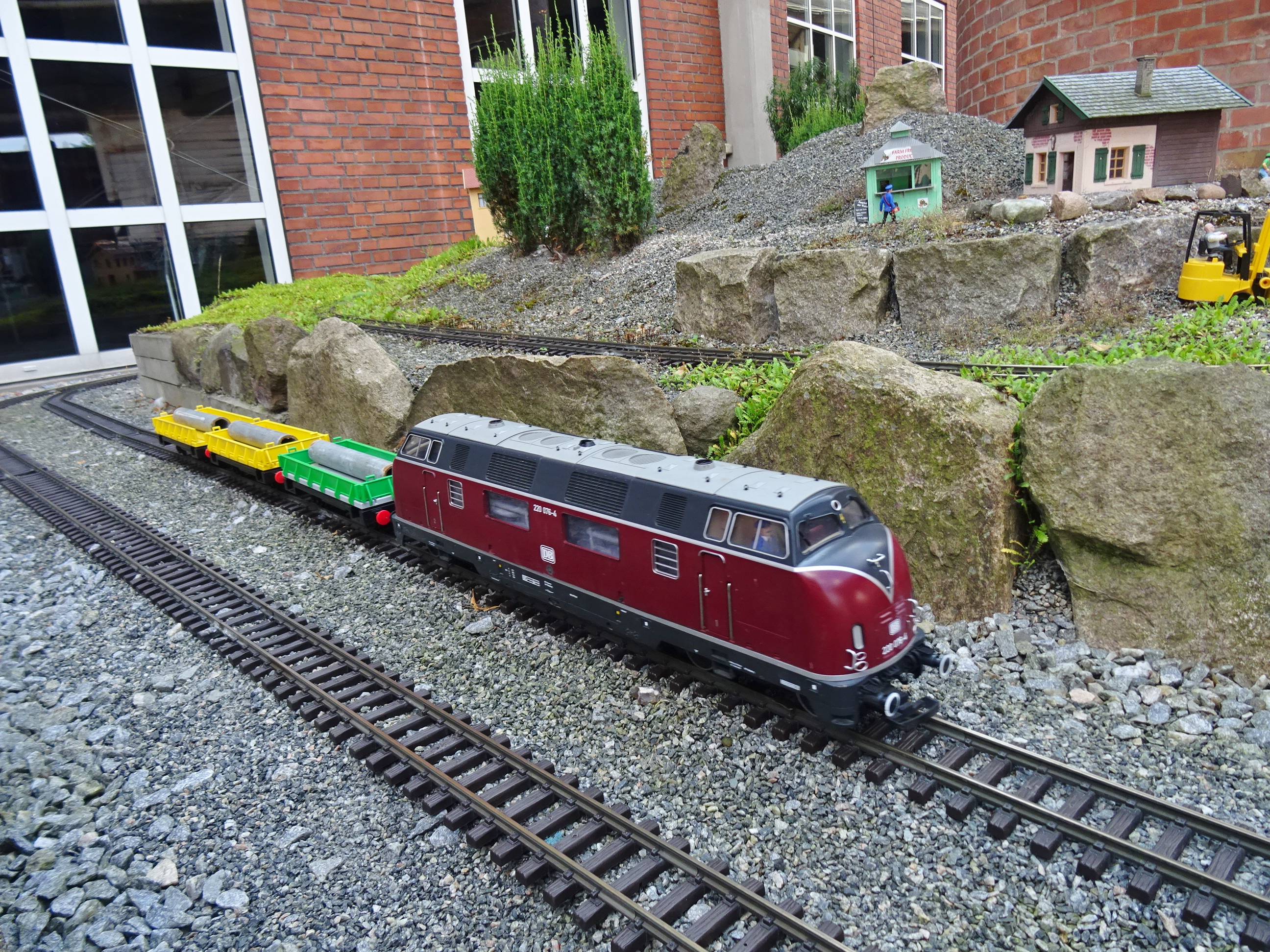
Modell der V200 von LGB

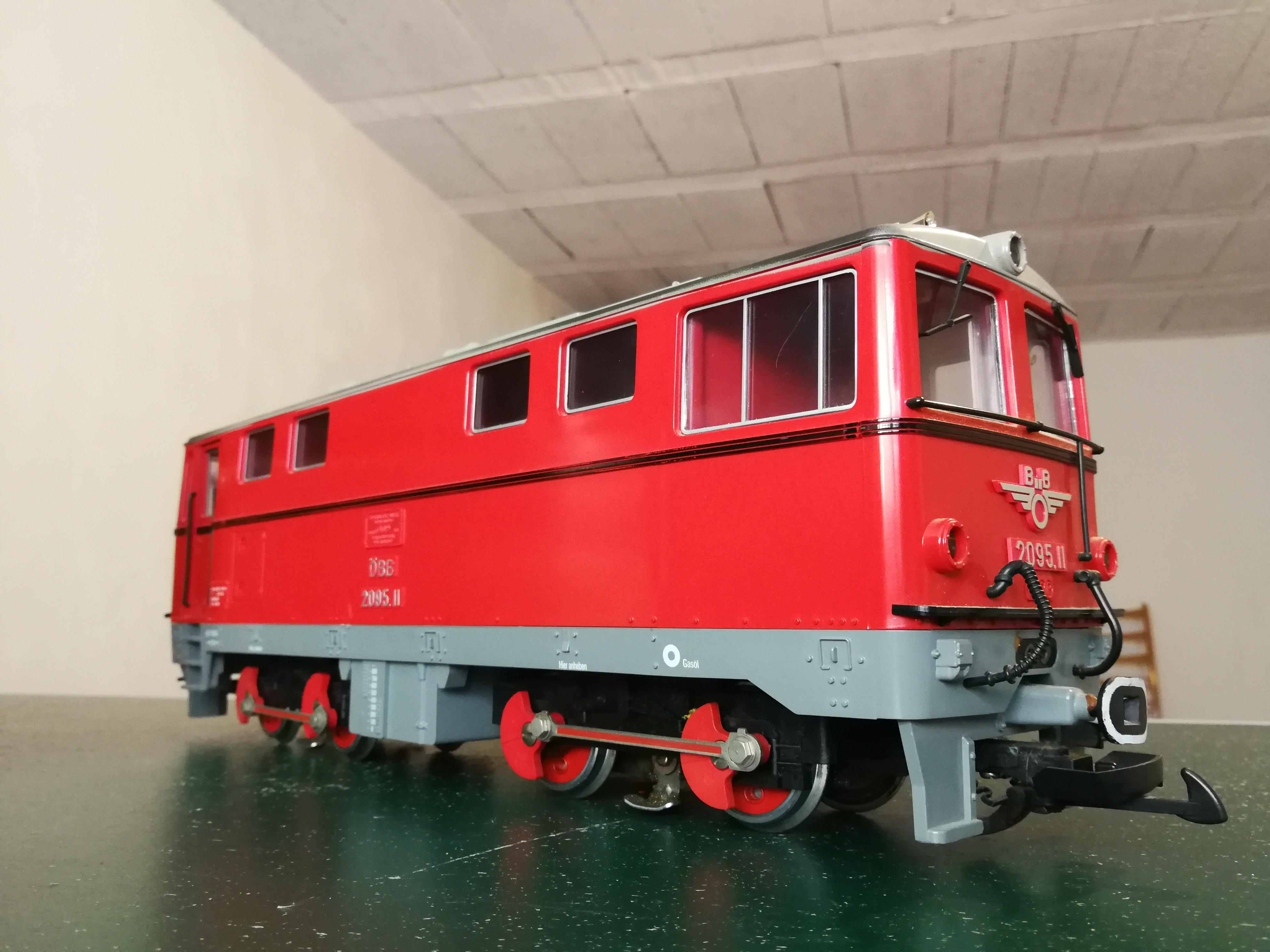
Der Klassiker in jeder Sammlung, die große ÖBB Diesellok (LGB 2095 „schwarzer Streifen“) aus dem Jahr 1972

Hier zeigte sich LGB bei der Auswahl und Umsetzung der Vorbilder kreativ. Das Vorbild der Dampflok 2015D war beispielsweise als Feldbahnlok bei den mecklenburgischen Schmalspurbahnen im Einsatz. Die Vorbilder der Diesellok 251 (2051 und 2051S) liefen auf verschiedenen Spurweiten: 750 mm, 1000 mm (und 1435 mm nach Umspurung). Wogegen die Dieselloks ÖBB 2095 und ÖBB 2091 (Art. Nr. 2095 und 20520), die bekannte E-Lok E1 (2030–2035, wobei 2033 und 2035 später einem anderen Modell zugeteilt wurden) sowie die durch LGB weltbekannt gewordene „Stainz“ (2010, 2010D, 2020, 2020D und 2040, wobei 2040 später dem Modell des Krokodils der Rhätischen Bahn zugeteilt wurde) und die Modelle der Reihe U (2070D–2073D) auf 760 mm unterwegs waren und zum Teil noch sind.
Die Dampfloks der HSB, die „Kleine Dicke“, die 99 5001 (2075 und 2076D), die Mallet-Lok (2085D) sowie die Vorbilder für die Modelle der Rhätischen Bahn (RhB) fahren auf Meterspur. Der Wismarer Schienenbus (Spitznamen Ameisenbär und Schweineschnäuzchen) (2066) wurde ebenfalls für verschiedene Spurweiten bis hin zur Normalspur hergestellt.

#### Normalspur
In den 1970er- und 1980er-Jahren wurden in Kooperation mit der Firma Höhne sehr teure handgefertigte Metallmodelle von großen Dampflokomotiven (Normalspur und Kapspur) in Kleinserie und in einer Auflage von meist nur 100 Stück hergestellt. Jedes Jahr kam ein neues Modell heraus.
Aktuell werden ebenfalls Normalspur-Modelle angeboten, allerdings als Großserienmodelle. Beispiele sind Modelle der V 200 und der Silberlinge. Die Maßstäblichkeit wird dabei oftmals sehr frei gehandhabt. Die Ankündigung von LGB, Regelspurmodelle anbieten zu wollen, stieß anfangs auf viel Gegenwind und Kritik. Modelle wie der sog. „LCE 1“ (LGB 90950) sowie der „ICE 3“ (LGB 70600), die BR 101 in Verkehrsrot (LGB 20310) sowie in Farbgebung der SBB Cargo (LGB 20313) und die bereits genannte V 200 (LGB 20940) sind in dieser Periode konstruiert und auf den Markt gebracht worden. Weitere Modelle, die hier zu nennen sind, sind die diversen Farbvarianten einer E10, die von LGB ebenfalls produziert wurden (blaue Farbgebung: LGB 20750, grüne Farbgebung: LGB 20755, blau/beige Farbgebung: LGB 21751).
Weitere Lokomotiven und Farbgebungen waren in Planung, wurden allerdings nicht produziert. Hier zu nennen sind die V 200 (22940) in der Ausführung der SBB, eine BR 101 in silberner Farbgebung des „Metronom“ (LGB 21310) sowie zwei ÖBB-Triebwagen, ähnlich dem bereits genannten „LCE 1“. Für die beiden ÖBB-Triebwagen waren die Artikelnummern LGB 20690 / LGB 21690 angedacht.

### Serien für Kinder

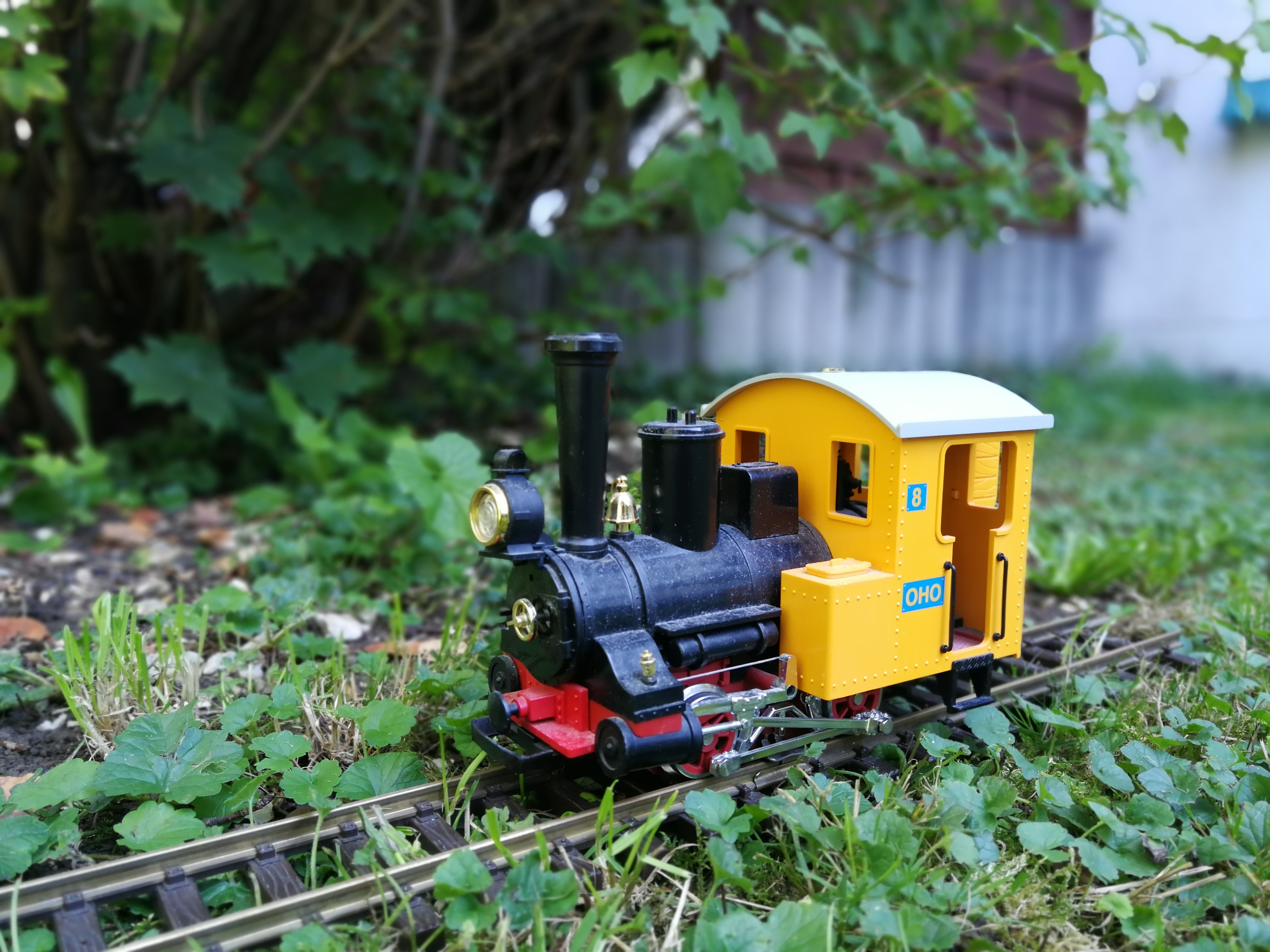
Bestandteil fast jeder Toytrain-Startpackung, die kleine Dampflok „OHO“ (LGB 92079).

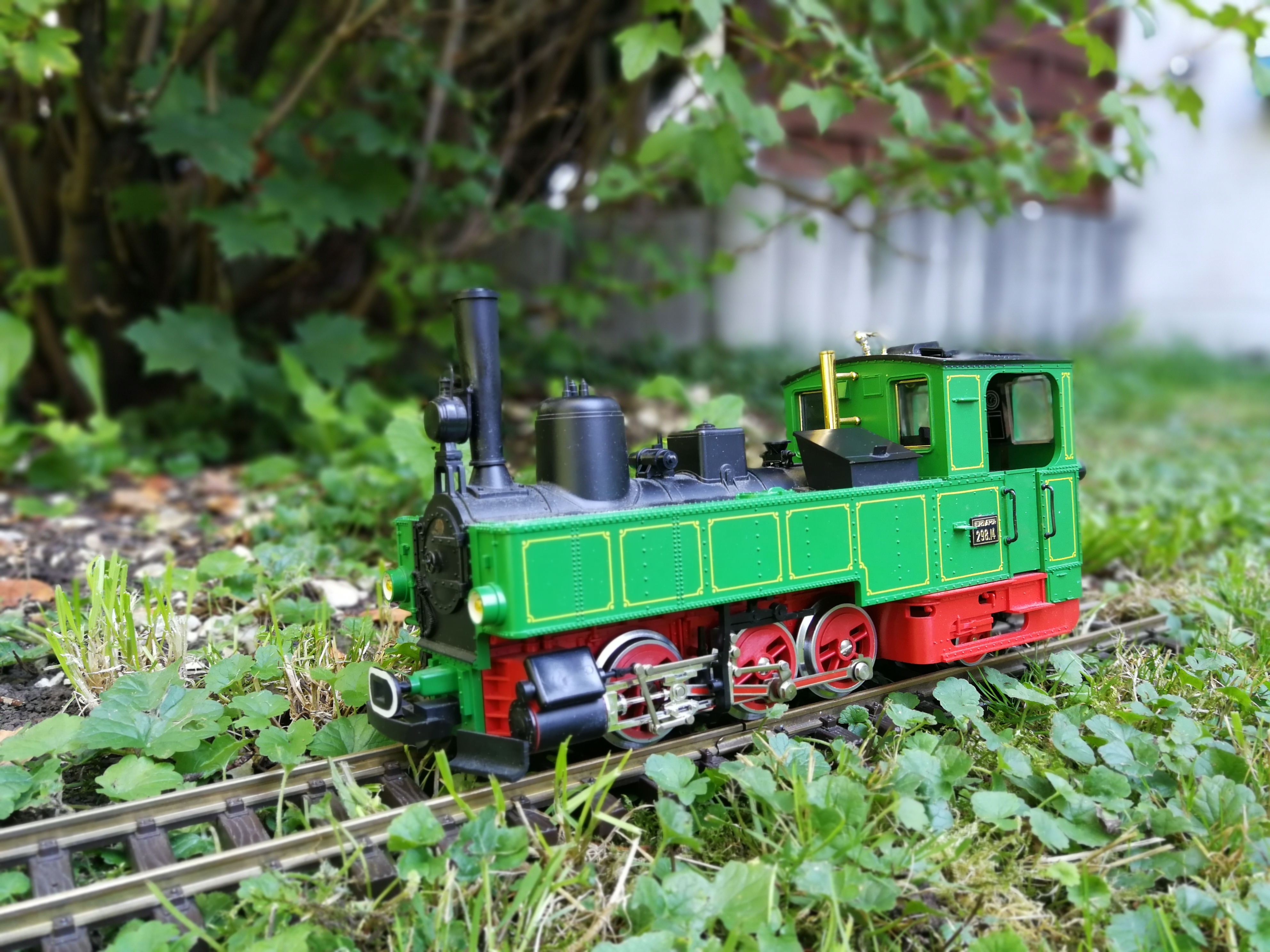
Ein Exemplar aus der sogenannten U-Reihe, die „Eurovapor“ (LGB 2073D) aus dem Jahr 1973.

Bereits kurz nach Einführung der Messinggleise wurde von LGB bauähnliche Gleise aus Kunststoff angeboten, diverse Lokmodelle und Wagen wurde passend dazu als Batterie-Züge zum Kauf angeboten (siehe LGB 2075 „Batterie“). Die Gleise und Trafos finden auch bei der ersten Spieleisenbahn von Playmobil Verwendung, so dass sich beide miteinander kombinieren lassen, da beide Unternehmen über mehrere Jahre eine Kooperation eingegangen waren, bevor Playmobil seine RC-Züge mit Kunststoffgleisen in der gleichen Spurweite einführte. Mit der Einführung der Produktlinie „Toytrain“ wurde eine ähnliche Käufergruppe wie die von Playmobil angesprochen.

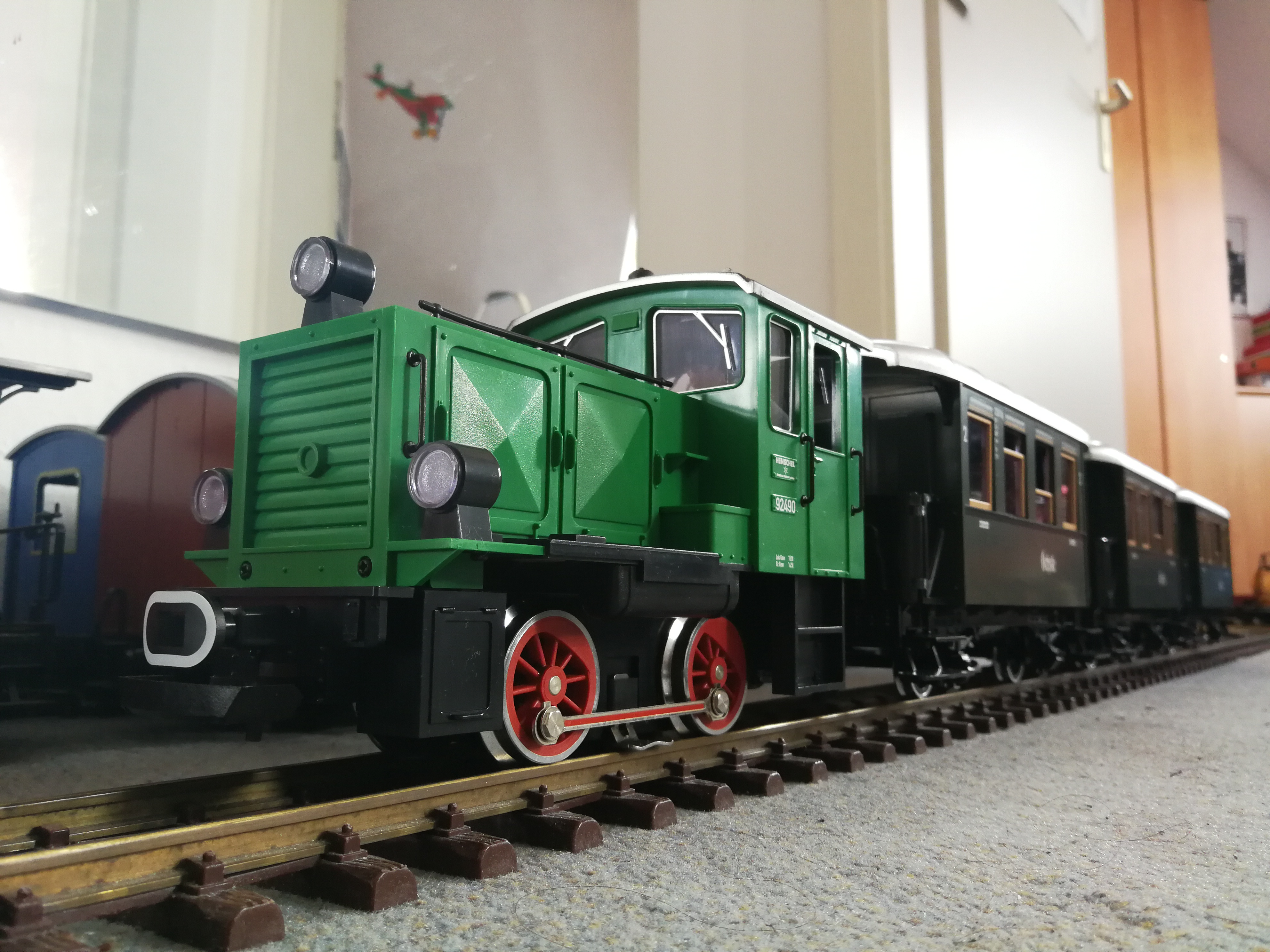
Ebenfalls ein Teil der Toytrain Serie sind ausgewählte Modelle der D10, hier die grüne Variante (LGB 92490).

### Firmenbeschriftung
Bis 2007 wurde die Produktion mit der Montage aus vorhandenen Einzelteilen durchgeführt, weswegen auch bei Artikeln unter Märklin am Boden der Artikel noch Lehmann zu lesen ist. Erst als die Serienproduktion durch Märklin angelaufen war, ist das Lehmann auf den Artikeln verschwunden, da es aus den Gussformen entfernt wurde. Die LGB-Neuheiten von 2007, die in den Handel gelangten, hatten zunächst auch noch Lehmann auf dem Boden stehen und auf den Artikelaufklebern und auf den Verpackungen war noch EP Lehmann und die Adresse in der Saganerstraße aufgedruckt. Ab den Neuheiten von 2008 stand LGB Witschelstraße auf den Artikelaufklebern. Auf den Verpackungen wurde die Firma Lehmann mit der alten Adresse mit der neuen Adresse in der Witschelstraße überklebt. Nach Aufgabe des Standorts Nürnberg erhielten die Artikelaufkleber und die Kartons dann die Adresse von Märklin in Göppingen.

## LGB nach der Übernahme
Trotz der Übernahme durch Märklin wurde bis zum Jahr 2009 weiterhin in Nürnberg produziert. Diese Produktionsstätte musste allerdings aufgrund der eigenen Insolvenz von Märklin 2009 geschlossen werden, woraufhin die Produktion der LGB ins ungarische Győr verlegt wurde. Zeitweise wurde die Produktion von LGB-Artikeln (hauptsächlich die Produktion von US-Artikeln) zusätzlich nach China verlegt.
Im Mitte 2021 fertiggestellten Märklineum wird die ursprüngliche Geschichte der Marke LGB zwar erwähnt, dennoch umfasst die für die LGB bereitgestellte Ausstellungsfläche nur vier Vitrinen, was in einem dreistöckigen „Museum“ nur eine kleine Ecke im Ausstellungsraum ausfüllt und dem geschichtlichen Hintergrund der Marke etwas in den Schatten stellt.

## Publikation
Ein Jahr nach Fertigungsbeginn der Lehmann-Groß-Bahn erfolgte die Herausgabe einer eigenen Modelleisenbahn-Zeitschrift. Die LGB Depesche behandelte vorzugsweise Themen zu den Gartenbahnen in der Spur IIm (Spur G) und deren Vorbilder. Mit Übernahme durch Märklin im Jahr 2007 ging auch die Herausgeberschaft an den neuen Eigentümer über.